# Mitchellville (Iowa)
Mitchellville es una ciudad ubicada en el condado de Polk en el estado estadounidense de Iowa. En el Censo de 2010 tenía una población de 2254 habitantes y una densidad poblacional de 371,91 personas por km².

## Geografía
Mitchellville se encuentra ubicada en las coordenadas 41°40′5″N 93°21′50″O / 41.66806, -93.36389. Según la Oficina del Censo de los Estados Unidos, Mitchellville tiene una superficie total de 6.06 km², de la cual 6.05 km² corresponden a tierra firme y (0.26%) 0.02 km² es agua.

## Demografía
Según el censo de 2010, había 2254 personas residiendo en Mitchellville. La densidad de población era de 371,91 hab./km². De los 2254 habitantes, Mitchellville estaba compuesto por el 91.7% blancos, el 5.77% eran afroamericanos, el 0.8% eran amerindios, el 0.49% eran asiáticos, el 0.04% eran isleños del Pacífico, el 0.22% eran de otras razas y el 0.98% pertenecían a dos o más razas. Del total de la población el 2.44% eran hispanos o latinos de cualquier raza.